# Antonio Salvi
Antonio Salvi (17. ledna 1664 Lucignano – 21. května 1724 Florencie) byl italský lékař, dvorní básník a operní libretista.

## Život
Antonio Salvi se narodil v Lucignanu a stal se dvorním lékařem rodiny Medicejských ve Florencii. Od roku 1694 psal libreta pro divadla v Livornu a ve Florencii. Pro svá libreta nejčastěji upravoval díla Jeana Racina a Molièrova. V letech 1701 až 1710 bylo sedm jeho děl byly provedeno v medicejské Villa di Pratolino. Po smrti Ferdinanda Medicejského se v roce 1713 rozhodl pracovat mimo toskánské velkovévodství. Pobýval v Římě, Reggio Emilii, Turíně, Benátkách a v Mnichově. Jeho libreta byla, mnohokrát zhudebněna předními skladateli té doby. Zemřel v Florencii, ve věku 60 let.

## Dílo
- Astianatte, zhudebnili: Giacomo Antonio Perti (1701), Antonio Maria Bononcini (1718), Francesco Gasparini (1719), Leonardo Vinci (1727), Giovanni Bononcini (1727) und Niccolò Jommelli (1741). Pod názvem Andromaca také Leonardo Leo (1742), Giovanni Battista Lampugnani (1749) a Davide Perez (1750).
- Arminio – Alessandro Scarlatti (1703), Antonio Caldara (1705), Carlo Francesco Pollarolo (1722), Johann Adolph Hasse (1730), Georg Friedrich Händel (1737), Baldassare Galuppi (1747) a Gioacchino Cocchi
- Publio Cornelio Scipione – Georg Friedrich Händel (1726)
- Il gran Tamerlano – Alessandro Scarlatti (1706); pod názvem Teodorico také Giovanni Porta (1720) a jako pasticio pod názvem Il trace in catena Francesco Gasparini a další.(1717)
- Dionisio re di Portogallo – Giacomo Antonio Perti (1707)a pod názvem Sosarme Georg Friedrich Händel (1732).
- Ginerva principessa di Scozia – Giacomo Antonio Perti (1708), Domenico Sarro (1720), G. Sellitto, 1733; Antonio Vivaldi (1736) a Ferdinando Bertoni (1753); pod názvem Ariodante také Carlo Francesco Pollarolo (1716), Georg Friedrich Händel (1735) a Georg Christoph Wagenseil (1745)
- Berenice regina d’Egitto – Giacomo Antonio Perti (1709), Domenico Scarlatti & Nicola Antonio Porpora (1718), Francesco Araja (1734) a Georg Friedrich Händel (1737; pod názvem Le gare di politica e d’amore Giovanni Maria Ruggieri (1711)
- Rodelinda regina de’ Longobardi – Giacomo Antonio Perti (1710), Georg Friedrich Händel (1725) a Carl Heinrich Graun (1741); pod názvem Bertarido re de’ Longobardi také Giuseppe Boniventi (1727)
- Lucio Papirio – Francesco Gasparini (1714), Luca Antonio Predieri (1715), Leonardo Leo (1735) a Nicola Antonio Porpora (1737)
- Amor vince l’odio overo Timocrate – Francesco Gasparini (1715)
- Il Tartaro nella Cina – Francesco Gasparini (1715)
- Amore e maestá – Giuseppe Maria Orlandini (1715), Francesco Gasparini (1720) a Giuseppe Maria Buini (1722); pod názvem Arsace Francesco Gasparini (1718), Domenico Sarro (1718), Giovanni Francesco Brusa (1725); Geminiano Giacomelli (1737), Francesco Feo (1741) a Giovanni Battista Lampugnani (1741)
- Il pazzo per politica – Luca Antonio Predieri (1717) a pod názvem Eumene Tomaso Albinoni (1717)
- Scanderbeg – Antonio Vivaldi (1718)
- Il carceriero di se stesso – Giuseppe Maria Orlandini (1720)
- Adelaide – Pietro Torri (1722), Nicola Antonio Porpora (1723), Giuseppe Maria Buini (1725), Giuseppe Maria Orlandini (1729), Antonio Vivaldi (1735) a Gioacchino Cocchi (1743) a pod názvem Lotario Georg Friedrich Händel (1729)
- Gl’equivoci d’amore e d’innocenza – Francesco Gasparini (1723)
- Ipermestra – Geminiano Giacomelli (1724), Antonio Vivaldi (1727) a Francesco Feo (1728)